# Rhipsalis micrantha f. kirbergii
A Rhipsalis micrantha f. kirbergii egy epifita kaktusz.

## Jellemzői
Epifitikus, csüngő habitusú növény 2 m hosszú hajtásokkal, ágai csúcsukon ágaznak el, az ágak 4-6 élűek, 4–7 mm vastagok, 180–300 mm hosszúak, determinált növekedésűek. Areolái nagyon kicsik, kopaszak, nem bemélyedők. A fiatal hajtásokon lehulló levelek alakulnak ki. Virágai egyszerűek, laterálisan fejlődnek, 6–8 mm átmérőjűek, 6–8 mm hosszúak, a bibe fehér, tövén fehér korong fejlődik. Porzószálai nagyon rövidek. Termése 5×6 mm-es bogyó, színe fehér, némi pirosas árnyalattal.

## Elterjedése
Ecuador és Costa Rica, a tengerszinttől 2000 m tengerszint feletti magasságig, az alapfajnál aridabb habitatokban.